# Pablo Dacal
Pablo Dacal fue un futbolista uruguayo de las primeras décadas del siglo XX, que jugaba como delantero. 

## Trayectoria
En 1908 pasó de las divisiones juveniles del Club Nacional de Football al viejo River Plate, con el que fue campeón uruguayo ese mismo año y nuevamente en 1910.
Fue uno de los protagonistas del partido jugado entre River y el poderoso Alumni de Buenos Aires, que determinó la elección de la camiseta celeste como uniforme de la selección uruguaya. En ese partido jugado el 10 de abril de 1910 en el Gran Parque Central de Montevideo, River utilizó una casaca celeste, ya que su uniforme titular era igual al de los argentinos. Tras comenzar perdiendo, River dio vuelta el resultado con goles de Dacal y D'Agosti. Algunos meses más tarde, la Asociación Uruguaya de Fútbol decidió homenajear la victoria de River utilizando la camiseta celeste como uniforme para la selección, que debía enfrentar a su par argentino por la Copa Lipton. Dacal volvió a ser protagonista en esa ocasión, anotando uno de los goles uruguayos para el 3 a 1 final.
Vuelto a Nacional en 1912, consiguió más de una decena de títulos nacionales y tres internacionales. Integró el equipo que obtuvo la Copa Competencia Rioplatense de 1913 (el segundo título internacional del club tricolor) y 1915 (anotando uno de los goles de la final ante el Porteño) y la Copa de Honor Rioplatense de 1915 (anotando uno de los dos goles de los albos ante Racing).
En 1917 pasó a defender al Montevideo Wanderers Fútbol Club, consiguiendo títulos a nivel tanto doméstico como rioplatense. En 1918 tuvo un breve paso por el Columbian de Buenos Aires.
Finalmente, en 1920 volvió a Nacional, donde fue campeón por última vez.

## Selección nacional
Fue parte del seleccionado uruguayo en 28 ocasiones entre 1908 y 1916, marcando 6 goles. Fue tres veces campeón de la Copa Lipton que enfrentaba a las selecciones de Uruguay y Argentina, y campeón de Ámérica en 1916.

### Clubes
| Club                 | País      | Año         |
| -------------------- | --------- | ----------- |
| River Plate F. C.    | Uruguay   | 1908 - 1912 |
| Nacional             | Uruguay   | 1912 - 1916 |
| Montevideo Wanderers | Uruguay   | 1917 - 1918 |
| Club Columbian       | Argentina | 1918        |
| Nacional             | Uruguay   | 1920        |

## Palmarés

### Títulos nacionales
| Título                  | Club                 | País    | Año  |
| ----------------------- | -------------------- | ------- | ---- |
| Campeonato Uruguayo     | River Plate F. C.    | Uruguay | 1908 |
| Campeonato Uruguayo (2) | River Plate F. C.    | Uruguay | 1910 |
| Campeonato Uruguayo (3) | Nacional             | Uruguay | 1912 |
| Copa Competencia        | Nacional             | Uruguay | 1912 |
| Copa Competencia (2)    | Nacional             | Uruguay | 1913 |
| Copa de Honor           | Nacional             | Uruguay | 1913 |
| Copa Competencia (3)    | Nacional             | Uruguay | 1914 |
| Copa de Honor (2)       | Nacional             | Uruguay | 1914 |
| Campeonato Uruguayo (4) | Nacional             | Uruguay | 1915 |
| Copa Competencia (4)    | Nacional             | Uruguay | 1915 |
| Copa de Honor (3)       | Nacional             | Uruguay | 1915 |
| Campeonato Uruguayo (5) | Nacional             | Uruguay | 1916 |
| Copa de Honor (4)       | Nacional             | Uruguay | 1916 |
| Copa Competencia (5)    | Montevideo Wanderers | Uruguay | 1917 |
| Campeonato Uruguayo (6) | Nacional             | Uruguay | 1920 |
| Copa León Peyrou        | Nacional             | Uruguay | 1920 |

### Títulos internacionales
| Título                           | Club               | País      | Año  |
| -------------------------------- | ------------------ | --------- | ---- |
| Copa Competencia Rioplatense     | Nacional           | Uruguay   | 1913 |
| Copa de Honor Rioplatense        | Nacional           | Uruguay   | 1915 |
| Copa Competencia Rioplatense (2) | Nacional           | Uruguay   | 1915 |
| Copa América                     | Selección uruguaya | Argentina | 1916 |
| Copa Competencia Rioplatense (3) | M. Wanderers       | Uruguay   | 1917 |

(*) Incluyendo la selección